# Ribeira do Amparo
Ribeira do Amparo este un oraș în statul Bahia (BA) din Brazilia.